# وليام ساليس
كان وليام ساليس (18 يوليو 1933 - 29 ديسمبر 2016) رجل أعمال إيطالي، كان يعمل في شركة فريرو، حيث كان له الفضل كمخترع بيض كيندر.

## الحياة والوظيفة
وُلد ساليس في 18 يوليو 1933، في الكوميونية الإيطالية كازي جيرولا، بدأ العمل في فريرو في عام 1960، وأصبح في النهاية متعاونًا وثيقًا مع مالك الشركة، ميشيل فيريرو.
فكر في مفهوم مفاجأة بيض كيندر في أواخر الستينيات، أثناء البحث عن استخدامات بديلة لقوالب شوكولاتة البيض عيد الفصح في الشركة المصنعة، والتي لم يتم استخدامها معظم العام،[2] على الرغم من هذا، أصر على الإشارة إلى ميشيل فيررو كمخترع، مدعيا أنه مجرد «منفذي المواد» للفكرة، تم إطلاق بيض كيندر في عام 1974.
لعبت ساليس أيضًا دورًا في إنشاء العديد من منتجات فيريرو الأخرى، مثل فريرو روشيه وقهوة الجيب.
بعد تقاعده في عام 2007، شارك ساليس في تأسيس مؤسسة كولور يور لايف، إلى جانب رجل الأعمال الإيطالي إنريكو جاسبريني، ويوفر دورات مجانية لأصحاب المشاريع الطموحين الشباب.
توفي ساليس في 29 ديسمبر 2016، في بلدة بافيا، بعد تعرضه لجلطة دماغية، كان عمره 83 عامًا.